# Jorg Gray
Jorg Gray es una marca de relojes de pulsera estadounidense con sede en California.

## Historia
La marca fue creada como una línea de relojes en 1998 por Logomark, Inc. en Tustin (California). Originalmente, sus relojes se fabricaban como artículos promocionales para corporaciones y agencias federales. Se convirtió en una marca exclusiva para el comercio minorista en 2009.
Alcanzó una considerable notoriedad cuando el presidente de los Estados Unidos, Barack Obama, fue fotografiado con un reloj JG6500 que le habían regalado los miembros del Servicio Secreto, cuyo logotipo figura en la esfera del reloj.
El JG 6500 también fue usado en 2017 por el actor Stephan James en la serie de televisión de diez episodios emitida por la cadena Fox, Shots Fired.

## Embajadores de la marca
Los embajadores de la marca Jorg Gray incluyen al corredor de la fórmula Indy Alex Tagliani, al ex campeón de motociclismo Ben Spies, al jugador de fútbol internacional estadounidense Clint Dempsey del Seattle Sounders Football Club, y al piloto automovilístico Connor De Phillippi.

## Colección
Los relojes Jorg Gray incluyen modelos Presidenciales, Clásicos, Deportivos, Cronógrafos y de Edición Limitada, tanto para hombre como para mujer. La compañía incorporó el modelo JG6500 Automático a su línea de productos en noviembre de 2015, y lanzó una colección para mujer en 2013.